# キモット
キモット / Kimotto（きもっと、3月10日 - ）は、東京都出身の作詞家、ボーカリスト。

## 人物
日本の作詞家、ボーカリスト。アーティストからアニメ、アイドル、子供向け作品へ幅広く作詞提供を行っている。カナダへの語学留学経験があり英検1級を所持している。

## 代表的な提供作品
- しまじろう ヘソカ
  - キミはヒーロー！[1]
- さくら学院 購買部
  - ピース de Check![2]
- 中ノ森文子
  - ROLL INTO YOU（英詞訳）
- アイカツ!
  - Star Heart[3]
- 最響カミズモード!
  - エンディング主題歌 
    - 笑顔でBYE! 〜カミズモ音頭〜[4]

  - 挿入歌
    - 闇夜突風 (歌唱 : 小林太郎)[5]
    - I'm With You (歌唱 : 亜山ルナ CV : 堀越せな)[6]
    - 闇を壊して (歌唱 : 亜山ルナ CV : 堀越せな)[7]
    - 闇を壊して Ver.ピュアモンスーン (歌唱 : 小倉唯)[8]
    - Goファイター (歌唱 : 新井仁 / NORTHERN BRIGHT)[9]
    - ただありがとう (歌唱 : 藤森元生 / SAKANAMON)[10]
    - 叫び (歌唱 : 佐伯ユウスケ)[11]
    - 道(歌唱 : m.c.A・T)[12]
    - Fearless (歌唱 : ジョシュア・K・キリサメ)[13]
    - Punch You! (歌唱 : MC YAMMY)[14]
    - No, no, no (歌唱 : MC YAMMY)[15]
- ロックは淑女の嗜みでして
  - Shining my love (歌唱 : ビターガナッシュ(Vo アキ) / 五十嵐裕美)